# 정영한의 플레이볼
정영한의 플레이볼은 문화방송의 라디오 채널 MBC 표준FM(수도권 기준 FM 95.9㎒)에서 매일 밤 9시 5분부터 밤 10시까지 방송되는 라디오 스포츠 프로그램이다. 2025년 3월 2일 자로 2년만에 폐지되었다.

## 방송 시간
| 방송 채널  | 방송 기간                         | 방송 시간               |
| ---------- | --------------------------------- | ----------------------- |
| MBC 표준FM | 2023년 11월 20일 ~ 2025년 3월 2일 | 매일 밤 9:05 ~ 밤 10:00 |

## 진행자
| 대수 | 진행자          | 진행 기간                         | 비고  |
| ---- | --------------- | --------------------------------- | ----- |
| 1대  | 정영한 아나운서 | 2023년 11월 20일 ~ 2025년 3월 2일 | [ 1 ] |

## 코너
- 스포츠 잇슈?! (with 박소영, 박재웅)

- 오늘 나온 따끈따끈 흥미진진한 스포츠 소식. MBC 스포츠뉴스 박소영 앵커와 박재웅 스포츠 기자가 전합니다.
- 축구 아싸 (with 홍재민, 김원일)

- <포포투> 편집장 출신 축구석학 홍재민 칼럼니스트, 포항 스틸러스의 레전드 수비수 김원일 전 선수가 K리그부터 유럽 리그까지 작전과 이론에서 필드의 실전까지 축구의 모든 것들을 완전 정복해 드립니다!
- 야구 아싸 (with 장원진, 유효상, 한승훈)

- 전설의 스위치히터 장원진 전 두산베어스 코치 걸어다니는 야구 백과사전 ‘야반도주’ 유효상 칼럼니스트, SPOTV 메이저리그 해설위원, 네이버스포츠 한승훈 기획자 세명의 최강 전문가들이 KBO에서 MLB까지. 퓨처스리그에서 스토브리그까지 야구의 모든 것들을 앞뒤 가리지 않고 털어드립니다!
- 명예의 전당 (with 이석재)

- 스포츠 역사를 뜨겁게 달군 라이벌 스타 열전, 그리고 무명에서 정상까지 오른 언더독들의 사연까지 명예의 전당에 올려야 마땅할 값진 스토리들을 손꼽히는 입담꾼 MBC SPORTS+ 이석재 PD가 소개합니다.
- 명랑운동회 (with 김준상, 박지민)

- "스포츠는 스타들만 하나? 우리도 스포츠 좀 한다!" 일상 속에 스며든 재미있는 운동, 스포츠 관련 사연들을 김준상, 박지민 아나운서와 함께 나눠봅니다.
- S&M 1 : SPORTS & MONEY (with 이종훈)

- 스포츠는 오락이다? 스포츠는 과학이다? 스포츠는 산업이다! 스포츠에 얽혀있는 흥미진진한 돈의 흐름을 풀어봅니다. 스포츠와 경제 두 마리를 잡은 보기드문 전문가, 이종훈 작가가 함께 합니다.
- S&M 2 : SPORTS & MUSIC (with 배순탁)

- 스포츠와 음악. 알고보면 착착 달라붙는 환상의 마리아주! 스포츠와 얽혀있는 음악들, 그 뒤에 얽힌 재미있는 사연들을 들어봅니다. 자칭 해외축구 전문가이자 e-스포츠 애호가, 배순탁 음악작가가 함께 합니다.